# Samara Valles
Samara Valles é um vale no quadrângulo de Memnonia em Marte, localizado a 25.1° latitude sul e 19.1° longitude oeste. Possui 615 km de extensão e recebeu o nome de um antigo nome para o atual Rio Somme, na França.